# Biserica de lemn „Adormirea Maicii Domnului” din Măcăreuca
Biserica de lemn „Adormirea Maicii Domnului” este o biserică amplasată în Măcăreuca, raionul Drochia, Republica Moldova. Este un monument arhitectural de importanță națională inclus în Registrul monumentelor Republicii Moldova ocrotite de stat cu nr. 586 (raionul Drochia). Datează de la înc. sec. XIX.